# Abra (Mané)
Pour les articles homonymes, voir Abra.
Abra est une localité située dans le département de Mané de la province du Sanmatenga dans la région Centre-Nord au Burkina Faso.

## Géographie
Abra est situé à 3 km au de Zincko, à 12 km au nord de Mané, le chef-lieu du département, et de la route régionale 14 allant vers Kaya, la capitale régionale distante de 50 km à l'est.

## Économie
L'économie du village, principalement agro-pastorale, est très liée à celle de Zincko.

## Éducation et santé
Le centre de soins le plus proche d'Abra est le centre de santé et de promotion sociale (CSPS) de Zincko tandis que le centre hospitalier régional (CHR) se trouve à Kaya.
Le village possède une école primaire publique alors que le collège d'enseignement général (CEG) le plus proche est celui de Zincko.